# Geodæsi
Geodæsi (græsk: γεωδαισία) er en videnskab der forsker i Jordens og andre himmellegemers form og størrelse. Det være sig i ændringer i tyngdefeltet, i tektoniske forskydninger og helt basalt i tidevand. Desuden også i de magnetiske ændringer i Jordens magnetfelt.

## Geodæsiens fødsel
Omkring 550 år f.v.t. havde man forståelsen af at Jorden var kugleformet. Det blev dog ikke opfattet ligeså i religiøse kredse. Den første kendte beskrivelse af Jordens størrelse er fra Aristoteles omkring (384-322) f.v.t.. Han kom op med et resultat på omkring 63.-84. tusinde kilometer (Bem. Dengang regnede man i stadier, og det er ikke præcist hvordan man skal oversætte det) 
Den første nogenlunde videnskabelige måling af Jordens størrelse kommer fra Eratosthenes, der ca. 200 år f.v.t. bestemte et nogenlunde præcist tal vha. afstandsmålinger mellem Syene og Alexandria og Solens skyggelængder i de to byer.

## Jordens størrelse[2]
- Ækvatorial-radius: 6.378,140 Km
- Pol-radius: 6.356,755 Km